# Проект «Синяя книга»
У термина Синяя книга есть и другие значения, см. Цветные книги
Проект «Синяя (Голубая) книга» — один из серии проектов систематических исследований поступающих сообщений о неопознанных летающих объектах (НЛО), проводившихся ВВС США в середине XX века. Начался в 1952 году и представлял собой вторую волну таких исследований (первая включала два подобных проекта — Sign и Grudge).
Исследования были прекращены в конце 1969 года.
10 сентября 1951 года в 15:15 радиолокационная станция Форт-Манмета (Нью-Джерси) засекла почти что над собой неизвестный предмет на высоте 28,3 км (93 тыс. футов), что подтвердилось визуальным наблюдением операторами серебристой точки в небе.
Этому случаю предшествовал другой: около 11 часов утра та же радиолокационная станция уже фиксировала низко летящий вдоль Атлантического побережья объект, резко и быстро менявший азимут. Лётчики пролетавшего мимо самолёта T-33 якобы видели 9—15-метровый (30—50 футов) серебристый диск.
На следующий день в 13:30 был замечен объект, то снижавшийся, то поднимавшийся.
Об этих случаях стало известно генералу Кабеллу, начальнику разведки ВВС. Собрав 13 сентября того же года совещание и опросив вызванных в Вашингтон пилотов T-33, штаб Кабелла решил выслушать представителя официально уже не существующего проекта по изучению НЛО «Градж» лейтенанта Джерри Каммингса, который поспешил объяснить случаи наблюдением зондов и температурной инверсией, вызвавшей помехи в радаре. Генерал остался недоволен известием о том, что сообщения о НЛО практически не исследуются, и было отдано распоряжение учредить новый секретный проект по изучению «летающих тарелок».
27 октября 1951 года был издан приказ об учреждении нового проекта, но всё ещё под названием «Градж», начальником которого был назначен Эдвард Руппельт.
В марте 1952 года проект получил новое название «Синяя (Голубая) книга»: «слово „Градж“ уже устарело, и кодовое название „Синяя книга“ мы выбрали потому, что так называются тесты в колледжах, а и тесты, и проект одинаково изобилуют необъяснимыми и запутанными вопросами» (Руппельт).

## Цели проекта
Проект «Синяя книга» имел две цели:
1. определить, являются ли НЛО, если они существуют, угрозой национальной безопасности;
2. с помощью научного подхода анализировать сообщения, связанные с НЛО.

Проектом были собраны, проанализированы и изучены тысячи сообщений о предполагаемых наблюдениях НЛО.
Самым знаменитым случаем, расследовавшимся в рамках проекта, было изучение Руппельтом сообщений о Лаббокских огнях; при расследованиях производились не только рассылки анкет предполагаемым очевидцам, опрос их и проверка предоставляемых фото- и видеоматериалов, но и изучались метеорологические сводки, астрономические данные и маршруты самолётов с целью их сопоставления с рассказами людей, сообщающих о наблюдении НЛО.
После так называемого отчёта Кондона, который заключил, что в сообщениях об НЛО нет ничего аномального, проект «Синяя книга» было приказано закрыть в декабре 1969 года, а военно-воздушные силы обозначили в своём резюме следующие выводы по проведённым исследованиям:
1. Ни один из неопознанных летающих объектов, сообщения о которых получались, исследовались и оценивались военно-воздушными силами, никогда не показывал признаков угрозы национальной безопасности;
2. Нет никаких доказательств, представленных или обнаруженных ВВС, что якобы наблюдавшиеся объекты, классифицированные как «неопознанные», основаны на технологических разработках и принципах, находящихся за пределами современных научных знаний;
3. Нет никаких доказательств того, что якобы наблюдавшиеся объекты категории «неизвестные» являются внеземными транспортными средствами[4].

Вся деятельность под эгидой проекта прекратилась в январе 1970 года.
К моменту закрытия проекта «Синяя книга» было собрано 12 618 сообщений об НЛО и были сделаны выводы, что большинство из них были ошибочны, так как на деле наблюдались природные явления (облака, звёзды и так далее) или обычные самолёты. По данным Национального управления военно-космической разведки США, ряд сообщений можно объяснить полётами ранее засекреченных самолётов-разведчиков U-2 и А-12. Лишь небольшое количество сообщений об НЛО были классифицированы как необъяснимые даже после строгого анализа (по данным The New York Times — 701). Сообщения об НЛО помещены в архив и доступны в соответствии с Законом о свободе информации, но имена и другие персональные данные всех свидетелей были изменены.

## В культуре
В январе 2019 года телеканал History выпустил десятисерийный сериал «Проект „Синяя книга“». Главные герои астрофизик Аллен Хайнек (Эйдан Гиллен) и капитан ВВС США Майкл Куинн (Майкл Маларки) выясняют свидетельства появления НЛО в различных штатах и городах. В ходе расследования они раскрывают правительственный заговор, скрывающий от населения правду о внеземном присутствии на планете Земля. 10 февраля 2019 года сериал был продлён на второй сезон
Проект «Синяя книга» упоминается во втором сезоне сериала «Твин Пикс»[значимость факта?].